# Padellen
Padellen is een lied van de Nederlandse popgroep Turfy Gang en producer La$$a. Het werd in 2023 als single uitgebracht.

## Achtergrond
Padellen is geschreven door Yves Lassally, Koen Veth, Joris van Oostveen en Billy Dans en geproduceerd door La$$a. Het is een nederhoplied waarin de artiesten zingen over een date waar de twee gaan padellen. De single heeft in Nederland de gouden status.
Het is niet de eerste keer dat Turfy Gang en La$$a met elkaar samenwerken. Dit deden zij eerder al op ABC.

## Hitnoteringen
De artiesten hadden succes met het lied in de hitlijsten van Nederland. Het piekte op de achtste plaats van de Nederlandse Single Top 100 en stond 24 weken in deze hitlijst. Het kwam tot de 27e positie van de Nederlandse Top 40 en stond vijf weken in deze lijst.